# 留置場
留置施設または留置場（りゅうちじょう、英語: detention）とは、警察署内に設置されており、犯罪行為などにより逮捕した被疑者の逃走や証拠隠滅を防止するために身柄を拘束（留置）し、警察官が取り調べ・捜査をする施設である。
俗称として、豚箱（ぶたばこ）と呼ばれる。
最近の傾向として「留置施設」と呼ばれることが多い。

## 概要

### 代用刑事施設
勾留期限は、通常であれば10日間、最長で20日間（内乱罪等は25日間）まで延長でき、それ以上の取調べが必要な場合は、起訴し、法務省所管の刑事施設に身柄を移さなければならない。
また、14歳から20歳未満の少年や少女は、少年法の規定で10日間が上限となり、その後は家庭裁判所に送致し、少年鑑別所に収容される。
ただし、刑事施設が定員を超過している場合や、警察が能率を優先させた場合などに、被留置者を刑事施設に移送せず、警察署内の留置施設に留め置かれる場合もある。
これを代用刑事施設と呼び（刑事収容施設及び被収容者等の処遇に関する法律第15条）、司法機関ではなく警察官の監督下に置かれる形となる。強引・違法な取り調べ、自白強要、拷問、冤罪、人質司法、長期間の面会禁止、長期間の勾留、命に関わる既往症（おもに、糖尿病、高血圧、食物アレルギーなど）があったり、発病をしても被疑者や被告人に対してきちんと外部の医療機関で治療を受けさせない嫌がらせ、黙秘権、秘密交通権の侵害をはじめとする、重大な人権侵害であるとの批判がある。
また、14歳未満は刑事未成年であるため、刑事責任は問われないが、児童相談所の要請で触法少年の一時保護や触法調査の場所として、代用刑事施設を指定する場合もあるが、これが事実上の強引・違法な取り調べ、自白強要、拷問、黙秘権の侵害、冤罪、長期間の勾留、人質司法につながると言われてる。

### 弁護人
弁護人（弁護士）は刑事弁護だけで生計を立てることが不可能であるため、他業務と並行して弁護も行っている。代用刑事施設は拘置所より場所・時間的に便利な面があるため廃止された場合に接見に行くことが難しくなるなど、弁護活動に障害が生ずる可能性もある。
代用刑事施設のある警察署は主要な街の中心にあるなど交通の便の良いところにあることが多いが、拘置所（拘置支所）や刑務所にある拘置区は街中にある所は少ない。

### 保護室
なお「泥酔者を保護するために留置場に入れられる」と勘違いしている人が見受けられるが泥酔者他の「要保護者」が入るのは「保護室」（いわゆるトラ箱）であり警察官職務執行法第3条第1項及び酒に酔つて公衆に迷惑をかける行為の防止等に関する法律第3条第1項に基づく警察署内の施設であって、留置場とは全く別の施設である（なお、泥酔して何らかの犯罪に及び、逮捕された場合には、留置場行きである）。
このような勘違いの一因として、留置施設によっては夜間の監視体制等の問題から保護室が留置場に隣接しているケースがあることが考えられる。

## 留置場での生活
（この節の出典）

### 一日の流れ（日課時限）
- 06:30 起床・寝具を布団部屋の所定の棚に収納・清掃・洗面
- 07:00 朝食
- 07:30 運動（官本および私物貸出）

部屋ごとに敷地内の運動場で行う
電動髭剃り、爪切りが使用可能
タバコの喫煙については2013年4月1日より全国の留置施設で禁煙となった。
書籍は3冊までが場内に持ち込み可能
入浴は週2回程度（5日に1回以上が規定。大体は2週間で3回で運用されている）行われ、入浴日は運動と入浴を同時に行う
洗濯は週1回程度行われ、警察官が場内に設置された洗濯機と乾燥機を使って洗濯する
検察庁への身柄送致などはこの運動時間に告げられることがある。
- 12:00 昼食
- 17:00 夕食
- 19:00 検室（当直の留置管理担当の警察官と、刑事課の刑事による部屋の検査。主に鉄格子、金網などを叩いて異変がないか調べられる
- 20:30 洗面・就寝準備
- 21:00 就寝

本などを回収

### 入場手続
- 診断室と称される部屋で身体検査や所持品検査が行われる
- 貴重品のリストを作成し、場内への持ち込みが認められた所持品以外はすべて預かりとなる
- 入場後は姓名で呼ばれず番号を用いる。

### 衣服
- 逮捕時に着用していた衣服のうち、紐がついていたり、過度な装飾（金具などのアクセサリー類）がなされているもの、またヒートテックなどの伸縮性の強い衣類も留置場への持ち込みができない（自殺阻止のため)
- 同条件で外部からの差し入れも可能
- 十分な衣服を所持していない場合は警察署より貸与を受けることも可能（貸与品であることを示す「トメ」（留）と表記されている）
- 履物は逃走防止のため私物のシューズではなく、貸与されるサンダルを使用する。サンダルには留置されている警察署名と番号が記される（例某何番）

### 物品の購入
- 洗面用具やレターセット、郵便切手などの指定された物品については、週に一回「注文書」を提出し差入店から購入することが可能である。
- 最近の傾向として、留置管理課の担当警察官が必要なものを聞いて回る事がある。
- 被疑者や被告人の給食については競争入札で決まった業者（地元の小さな仕出屋、食堂、給食業者、弁当業者）が警察署に配達する給食が提供される[8]。被疑者や被告人の給食は警察側で用意することが法律で義務付けられているため「官弁」（かんべん）と言われているが、本来「弁」とは「支弁」の意味であって、「弁当」の「弁」ではない（次項の「自弁」との対語となる）。給食の時間の前にランチョンマットと箸、プラスティック製の湯飲みに茶を入れ、給食が配られる。給食はカロリーや栄養バランスがきめ細かく決まっており、管理栄養士が定期的に内容をチェックをする。落札した業者は仕様書に従って指定数を製造する[8]。また自殺防止のために串、箸、スプーン、外部との連絡防止対策で紙など書き込める素材が禁止されている[8]。近年では宗教、食物アレルギー、健康状態、性別、年齢、外国人被疑者、被告人に配慮した食材や調理法の指定もある[8]。異物混入の場合は交換となり、それに備えて予備を作る業者もある[8]。余った給食は返品や廃棄処分となるが、警察官がこれを「もったいない」という理由で喫食し、処分された事例がある[8]。
- 被疑者や被告人が官弁に不満がある場合には有料で定食を注文することも可能で、そうした給食は「自弁」（じべん）と呼ばれている。自弁は昼食のみ可能というケースが多いようであるが、 1回100円程度の菓子が購入できたり、夕食時にパックのジュースやコーヒーが購入できたりと警察署によっては食事以外の自弁制度もある。
- 持病を持った者については食後、就寝前に警察経由で処方された薬を服用させる（服用の仕方は手で薬を受け取り、口に入れて舌の上に載せた状態を警察官が点検した後、茶で服用し再び口を開けて確認を行う。

### 面会
- 外部との面会は面会室で行う
- 弁護士との面会に関しては秘密交通権が認められているため警察官の立会いや記録は行われず、面会時間と回数は無制限であり、24時間365日年中無休でいつでも行うことができる。
- 弁護士との手紙のやりとりに関しても、秘密交通権が認められているため警察官に手紙の内容が検査されたり、記録されない
- 家族、親族、未成年後見人、ジャーナリスト、友人、知人、雇用主、上司、同僚、学校関係者（中学生・高校生であれば、担任教諭）などとの面会に関しては平日の月曜から金曜（土日祝日、年末年始、春と秋の大型連休、お盆休みは弁護士を除き、面会、差し入れ、宅下げはできない）の９時から16時（お昼休み時間帯は除く）に警察官の立会いの下で行われ、会話の内容はすべて警察官に記録される。（面会時間は15分を限度とされる）
- 裁判所より面会禁止とされた場合は弁護士以外（ジャーナリスト、家族、親族、未成年後見人、友人、知人、雇用主、上司、同僚、担任教諭をはじめとする学校関係者）との面会や差し入れ、宅下げはできない。
- 警察官立会いの面会の場合はたとえ外国人同士であろうと日本語の使用となる
- 同様に外部との手紙のやりとりも弁護士を除き外国語によるものが認められない
- 物品のやり取りを「交通」と称す。外部から内部への移動は「差入れ」、内部から外部への移動は「宅下げ」と称す
- 差入れ可能な物品は衣類、書籍、現金、メガネ、コンタクトレンズの日用品に限定される
- 自殺防止のためヒモまたはヒモ状の物品はもちろん、女性用ブラジャー、マスクなども差入れることはできない
- 薬も差入れることはできない（前述のとおり警察経由で処方される）
- 被疑者や被告人に既往症があったり、留置場で発症したりした場合、警察指定医や警察病院で診察を受け、投薬してもらうことになる

### 検察送致
- 検察庁に送致されることを「順送」（じゅんそう）もしくは「押送」（おうそう）、検察より戻る場合は「逆送」（ぎゃくそう）と称す
- 順送対象者は運動等を優先して行い所定時間に集合し両手錠された上で送致される。その際身体検査と金属探知機で調べられる。
- 検察までは基本的に各警察署を巡回する護送車により送致される
- 勾留質問などで裁判所に送致される場合も検察まで他収容者と共に送致され、そこから裁判所に送致される

### 釈放
- 勾留期限が満了となる場合、私物を封緘した紙袋に入れ順送され、手続き完了後に検察庁にて釈放される。
- 検察による中間質問または裁判官による勾留質問で釈放となった場合、逆送された後に警察署にて釈放される。
- 略式命令による場合予め依頼した者に検察庁で罰金納付の完了が確認され次第、所持品のチェックが行われた後釈放となる。

### その他
- 場内では当日の新聞の閲覧が行える
- ただし収容者が関係した事件に関する記述は墨塗りとされる